# MacDraw
MacDraw war eine vektorbasierte Zeichenanwendung, die 1984 für die ersten Macintosh-Computer veröffentlicht wurde. Dabei gilt MacDraw als eine der ersten Anwendungen die eine WYSIWYG-Darstellung in Zusammenhang mit einem anderen Programm ermöglichte. Bei Apple war dies das Zusammenspiel mit MacWrite. MacDraw war eine Layoutanwendung, die insbesondere für wissenschaftliche Zeichnungen, technische Diagramme und Flurpläne benutzt werden konnte. Nachfolgeversionen waren MacDraw II, MacDrawPro und ClarisDraw. Unter dem Betriebssystem Mac OS X lief MacDraw noch in der Classic-Umgebung. Auf Macintosh-Rechnern mit Intel-Prozessoren wird Classic nicht mehr unterstützt und damit ist auch MacDraw nicht mehr lauffähig.